# 鲍勃·霍布雷格斯
罗伯特·J·霍布雷格斯（英語：Robert J. Houbregs，1932年3月12日—2014年5月28日），加拿大职业篮球运动员，曾效力于NBA联盟。他在1953年的NBA选秀中第1轮第2顺位被密尔沃基老鹰选中。